# Hope Springs (2003)
Hope Springs is een Amerikaans-Britse romantische film uit 2003 van Mark Herman. De film is gebaseerd op het boek Elsinor and New Cardiff van Charles Webb. De hoofdrollen zijn voor Colin Firth, Heather Graham en Minnie Driver.

## Verhaal
Colin Ware, een Brits artiest, krijgt op een dag een uitnodiging voor het huwelijk van zijn verloofde Vera, waarin ze haar huwelijk met een andere man aankondigt. Totaal van slag neemt hij een drastische stap en neemt het vliegtuig naar de Verenigde Staten. Daar komt hij terecht in een hotel in het stadje Hope. Hij wentelt zich in miserie en zelfmedelijden. Maar Joanie Fisher, de eigenaresse van het hotel, laat het er niet bij. Ze stelt hem voor aan haar vriendin Mandy. Die weet de depressieve Colin uit het slop te halen. Maar net op het moment dat Colin zijn geluk terug heeft gevonden, staat zijn ex-verloofde Vera terug voor zijn deur.

## Rolverdeling
| Acteur           | Personage       |
| ---------------- | --------------- |
| Colin Firth      | Colin Ware      |
| Heather Graham   | Mandy           |
| Minnie Driver    | Vera Edwards    |
| Mary Steenburgen | Joanie Fisher   |
| Frank Collison   | Mr. Fisher      |
| Oliver Platt     | Doug Reed       |
| Mary Black       | Mrs. Peterson   |
| Ken Kramer       | Harold Peterson |
| Chad Faust       | Rob             |
| Tony Alcantar    | Webster         |